# Базоркин, Идрис Муртузович
Идрис Муртузович Базо́ркин (ингуш. Байсаранаькъан Муртаза Идрис; 3 [15] июня 1910, Базоркино, Назрановский округ, Терская область — 31 мая 1993, Грозный, Чечня) — ингушский советский прозаик, драматург, поэт и общественный деятель. Классик ингушской литературы. Народный писатель Чечено-Ингушетии (1990).
Из семьи военного. Выпускник Северо-Кавказского педагогического института (1933). Делегат Первого съезда советских писателей и член Союза писателей СССР (1934). До начала войны работал директором Чечено-Ингушского государственного драматического театра. В 1944 году он был депортирован в Киргизскую ССР, где впоследствии работал администратором Фрунзенского театра оперы и балета.  Он также был одним из лидеров ингушского митинга в Грозном 1973 года, из-за чего он был обвинён в национализме, исключен из Компартии, его книги были изъяты из библиотек, а его имя вычеркнуто из учебников и хрестоматий. Во время Осетино-ингушского конфликта 1992 года Базоркин был взят в заложники североосетинскими бандами, а его личное имущество было вывезено и не возвращено. После завершения вооружённой фазы конфликта, он вернулся из плена в Ингушетию.
Творчество Базоркина началось в 1927 году со стихов, которые он, будучи учеником Ингушского педагогического техникума во Владикавказе, писал для стенгазеты или рукописного журнала «Красные ростки». С 1928 года его произведения начали издаваться. Его дебютное произведение — рассказ «Несчастье» (1928). Базоркин написал первую многоактную пьесу «На заре» (1937) в ингушской литературы, современную литературную сказку «Куни» (1957), приключенческую повесть «Призыв» (1958), киносценарий «Труды и розы» (1963); он является также и основоположником исторического романа в ингушской литературе — он автор роман-эпопее «Из тьмы веков» (1968), которая стала не только его главной книгой, но и главной книгой всей ингушской литературы. Хотя в ингушской литературе уже существовали романы, Базоркин, однако, придал этому жанру масштабный эпический характер в произведении «Из тьмы веков».

## Биография

### Происхождение
Родился 3 [15] июня 1910 года Базоркино в семье царского офицера Муртуз-Али. Ингуш по национальности.
Базоркины принадлежат к роду Газдиевых из селения Эгикхал горной Ингушетии. Дед Идриса — Бунухо Базоркин был одним из первых ингушей-генералов царской армии. Братом Бунухо являлся основатель села Базоркино — Мочко Базоркин. Муртуз-Али был третий сын генерала Бунухо Базоркина. Не желая присягать новому режиму, во время Гражданской войны он эмигрировал в Персию, где и умер в 1924 год, в результате чего Идрис остался круглым сиротой (мать умерла в 1923 году). Как позже вспоминал сам И. М. Базоркин, на него вешали ярлык «сына белого эмигранта».
Матерью писателя была Гретта (Маргарита), дочь швейцарского инженера французского происхождения Луи де Ратце (Louis de Ratzé), работавшего во Владикавказе. Гретта привила в И. М. Базоркине основы русской и западноевропейской культур. Как отмечает литературовед Я. С. Патиев, несмотря на отличие в быте и укладе Гретта подстроилась и стала любимой снохой Базоркиных. По преданию умиравшая мать Бунухо Базоркина Доули Мальсагова попросила, чтобы Гретту привезли к ней, и она умерла на её руках. После эмиграции оставшись одна, Гретта занималась крестьянским хозяйством в селе Базоркино. Умерла она в 1923 году во Владикавказе.

### Образование и педагогическая работа
Сначала Базоркин учился в подготовительном классе гимназии во Владикавказе, но из-за Гражданской войны вынужден был продолжить дальнейшую учёбу в медресе своего родного села, впечатления от которого легли потом в основу одного из первых его рассказов «Боанг» (с ингуш. «Капкан», издан в 1934).
В 1924 году Базоркин поступил на подготовительное отделение — интернат Ингушского педагогического техникума во Владикавказе. Вместе с Базоркиным в техникуме учились будущие ингушские писатели Б. Х. Зязиков, Х.-Б. Ш. Муталиев и Х. С. Осмиев и государственные и общественные деятели А. Газдиев и С. Плиев и др. Благодаря преподавателям Т. Д. Бекову и В. К. Абрамовой ученики приобщились к литературе, и возможно, благодаря им молодой Базоркин успевал по русскому языку. В 1926 году он вступил в комсомол.
В 1930 году, после окончания педагогического техникума, Базоркин поступил на общественно-литературное отделение Северо-Кавказского педагогического института во Владикавказе. Здесь же проявилось его склонность к научно-исследовательской работе. Совмещая учебу, с декабря 1932 года по 15 мая 1933 года Базоркин был преподавателем русского языка на восьмимесячных курсах при Учпедкомбинате в городе Орджоникидзе (Владикавказ). После этого, с мая по август 1933 года он работал учителем и заведующим учебной части Хамхи-Цоринского интерната. Окончив пединститут в 1933 году Базоркин стал по специальности педагогом
В справке Хамхи-Цоринского интерната от 30 июля 1933 года было написано, что Базоркин, будучи учителем, активно работал по сбору средств на учебники в горах. Сам же он также работал над писанием учебников для школ Ингушетии. В октябре 1932 года Базоркин в соавторстве с М. Шадиевым издал учебник ингушского языка для 1 класса сельских школ. Рисунки к изданию были сделаны Базоркиным. В 1933 году в соавторстве с А. Ахриевым и А. Озиевым он издал букварь «Абат» тиражом 20 тысяч экземпляров для сельских школ на ингушском языке. Рисунки к изданию были сделаны также Базоркиным.
Базоркин сотрудничал с Ингушским научно-исследовательском институте краеведения, писал статьи, готовил учебники и выступал на заседаниях Ингушского НИИ. Заведующий филиалом Ингушского НИИ Д. Д. Мальсагов писал 10 августа 1934 года, что «все выступления т. Базоркина свидетельствовали не только о глубоком интересе к вопросам литературы и языкознания, но и знание ингушской литературы, языка и всех вопросов культстроительства, а также и способность к самостоятельному исследованию». Он также писал что, «при соответствующей подготовке в аспирантуре из т. Базоркина выработается квалифицированный научный работник». О том же писал и ректор института Х. Д. Ошаев в августе того же года в обращении к краевому госпединституту в городе Ростове-На-Дону с просьбой «принять студента-ингуша Базоркина Идриса в аспирантуру по литературе».
В начале 1930-х годов Базоркин стал членом Ингушского отделения Российской ассоциации пролетарских писателей. 1934 году Базоркин как делегат от Чечено-Ингушской организации участвовал в Первом Всесоюзного съезде советских писателей, где познакомился с писателем М. Горьким и был принят в только что образованный Союз писателей СССР.

### Работа в театре
11—22 декабря 1931 года в городе Ростове-На-Дону проходила Первая краевая олимпиада искусств народов Северного Кавказа. Все силы Ингушетии были использованы при проведении олимпиады, включая Базоркина. Одной из главных программ ингушской делегации была постановка пьесы Д. Д. и О. А. Мальсаговых «Перелом», в которой участвовал Базоркин. В сыгрании роли ему помогли знания, полученные на драматургических кружках Ингушского педагогического техникума в 1920-х годов. Как отмечает Я. С. Патиев, ингушские артисты так вошли в роль, что герой, которого играл О. А. Мальсагов, и который должен был по сценарию душить героя Базоркина, чуть не задушил его. Испугавшись, Базоркину пришлось, уже не по сценарию, прыгать через забор и спастись. Позже, после постановки, Мальсагов вспоминал, что он забыл, что играл в спектакле.
В 1934—1935 годах в городе Грозном начала работу Чечено-Ингушская театральная студия, вместе с членами которой Базоркин проходил стажировку в Тбилисском государственном театре имени Шота Руставели. В 1935—1938 годы он работал завучем педагогического рабфака пединститута в Орджоникидзе.
В 1938 году, 4 года после слияния Ингушетии с Чечнёй, Базоркин, как и практически все представители ингушской интеллигенции, переехал из Орджоникидзе, бывшего в то время центром Ингушетии и Северной Осетии, в город Грозный. Там он сначала работал заведующим литературной частью Чечено-Ингушского государственного драматического театра, а затем и директором самого театра, в то же время работая литературным консультантом Союза писателей Чечено-Ингушетии.

### Военные годы
С началом Великой Отечественной войны всё было подчинено фронту, на отражение агрессии Нацистской Германии. Не были исключены и писатели. Так, подавляющее большинство писателей Чечено-Ингушетии писали свои произведения в духе борьбы против нацистских захватчиков.
Базоркин был освобождён от службы в армии по броне управления по делам искусств, хотя и был включён в состав партизанского отряда комиссара М. Хашагульгова на случай оккупации нацистами Грозного. Не оставляя в стороне литературную работу, Базоркин «с пером в руках бор(ётся) с врагом», отмечал А. У. Мальсагов.
По поручению обкома партии, лекторская группа областной партийной организации была увеличена за счёт передовой интеллигенции, включая Базоркина. Писатель был вынужден ежедневно выезжать на лекции, вести беседы с людьми, едущие на фронт и с трудящими в тылу. Будучи штатным лектором обкома партии и корреспондентом республиканских газет и радио, Базоркин вместе с соратниками по перу ездил по городам и селам Чечено-Ингушетии, Кабардино-Балкарии, Северной Осетии, выступал перед бойцами и населением прифронтовых и тыловых населенных пунктов, по радио, писал в прессе очерки и статьи, писал труды с характерными названиями про деяния фашистов на родной земле: «Не простим!», «Лицо врага», «У открытой могилы», «Гнев народа», «Честь горянки», «Сын Родины», «Слово к чечено-ингушской интеллигенции», «Они не пройдут» и др.
К осени 1942 года некоторые села Кабардино-Балкарии были освобождены советскими войсками. Нацисты, утверждавшие, что они стремятся освободить народы Кавказа от большевистского ига, за несколько дней оккупации селения Кызбурун успели убить 52 мирных жителей. В начале сентября 1942 года вместе с группой стариков, представителей трудящихся сюда приехал Базоркин. Их шокировало увиденное, о чём они составили подробный акт, опубликованный в составе статьи «Дорогие братья и сестры, горцы и горянки Кавказа!» 17 сентября 1942 года в газете «Грозненский рабочий». Обращаясь к народам Кавказа, они разоблачали нацистскую пропаганду о якобы мирном отношении немцев к кавказским народам и вызывали к мести нацистам. Данное обращение сыграло большую мобилизующую роль в борьбе с нацистами, отмечает Я. С. Патиев.
Побывавший тогда на Северном Кавказе русский писатель П. А. Павленко писал 12 июня 1943 года, что «Стихи чечено-ингушских поэтов звучали по радио ежедневно. Имена Яндиева и Базоркина появлялись на радио, в печати и в устных выступлениях так часто, что, казалось, они работали без отдыха».
В 1943 году, связи с отступлением немецких войск с территории Чечено-Ингушетии, писатель решил перейти исключительно на литературную работу. В 1944 году Базоркин стал членом Компартии.

### В депортации
23 февраля 1944 года ингуши были депортированы в северную часть Казахской ССР и Среднюю Азию. Таким образом писатель попал в Киргизскую ССР. Там он работал администратором Фрунзенского театра оперы и балета. Писать и печататься сосланным литераторам в то время было запрещено, поэтому Базоркин занимался сбором материала для своих произведений, надеясь на дальнейшую реабилитацию.
После ХХ съезда КПСС у депортированных народов появилась надежда на восстановление справедливости в их отношении. В Казахстане и Киргизии началось национальное движение за возвращение на родину, в котором принял участие Базоркин.
Базоркин вместе с чеченцем Юнусом Дешериевым собрал делегацию представителей чеченской и ингушской интеллигенции, которая 9 июня 1956 года прибыла в Москву для встречи с первым заместителем председателя Совета министров СССР А. И. Микояном. А. И. Микоян обещал членам делегации размножить переданные ему членами делегации письма и разослать всем членам правительства и содействовать в деле восстановлении ЧИАССР. 24 ноября 1956 года было принято постановление ЦК КПСС «О восстановлении национальной автономии калмыцкого, карачаевского, балкарского, чеченского и ингушского народов». В сентябре 1956 года группа ингушских писателей и других представителей интеллигенции, среди которых был Базоркин, обратились к Президиуму Правления СП СССР с обращением, в котором ходатайствовала о «возвращении ингушского народа в братскую семью советских народов и восстановлении автономии ингушей и чеченцев». Обращение получило большой резонанс в среде советской партийной бюрократии, поскольку было переправлено секретарем правления Союза писателей СССР А. Сурковым в ЦК КПСС. Подобные инициативы ингушской интеллигенции оказали определенное позитивное влияние на принятие руководством страны решения о восстановлении ЧИАССР.

### Возвращение на родину
В 1957 году Базоркин вернулся в Грозный. В 1968 году он переехал в Орджоникидзе. В конце 1972 года Базоркин инициировал коллективное письмо в ЦК КПСС, в котором поставил вопрос о возвращении Пригородного района Северной Осетии под юрисдикцию Чечено-Ингушской АССР.
Постоянная дискриминация ингушей в Пригородном районе вынудила их организовать митинг в Грозном 16-19 января 1973 года, на котором они потребовали от советских властей решить проблему Пригородного района, обеспечить ингушам социальное равенство с осетинами. Один из лидеров данного движения был Базоркин. Несмотря на то, что митинг был мирным, прошёл под лозунгами «дружбы народов», «восстановления ленинских норм» при поддержании порядка самими ингушами, они не получили никакой реакции от властей и митинг завершился столкновениями с милицией и осуждением наиболее активных её участников. Так, организаторов митинга, в числе которых был и Базоркин, обвинили в национализме. Базоркин был исключён из рядов КПСС, его книги изъяты из библиотек, а имя вычеркнуто из учебников и хрестоматий.
По словам самого Базоркина, после митинга положение ингушей в Пригородном районе несколько улучшилось. В школах начали преподавать ингушский язык, в республику поступила литература на ингушском языке, начались передачи на ингушском языке по радио и телевидению, впервые ингушские депутаты появились в Орджоникидзевском горисполкоме и Пригородном райисполкоме. Однако, многое осталось прежним: власти продолжали ограничивать регистрацию ингушей в округе, ингушские дети не могли получить нормальное образование, продолжалась дискриминация при приёме на работу, ингуши негативно изображались в исторической и художественной литературе.

### Последние годы и смерть
Во время осетино-ингушского этнического конфликта в Пригородном районе Северной Осетии и во Владикавказе в октябре-ноябре 1992 года, писатель был вывезен в заложники представителями северо-осетинских бандформирований, а личное имущество, в том числе рукопись продолжения романа-эпопеи, было вывезено неустановленными лицами. Со слов соседей известно, что четыре человека в гражданской одежде, в сопровождении взвода (12 человек) полностью экипированных вооруженных бойцов, прибывших к дому, где проживал Базоркин, на легковой машине и военном микроавтобусе УАЗ, вынесли и увезли из квартиры писателя несколько больших картонных коробок, набитых бумагами. Судьба рукописей до сих пор неизвестна.
В ноябре 1992 года, сразу после завершения вооружённой фазы конфликта, писатель был вывезен в Ингушетию. Умер 31 мая 1993 года в Грозном, бывшей столице Чечено-Ингушской АССР. Похоронен в родовом селении Эгикал.

## Творчество

### Общая характеристика
Базоркин писал на русском и ингушском языках. Из его произведений большинство написаны на русском языке. Несмотря на это, ингушские литературоведы признают его ингушским писателем. О. А. Мальсагов считал, что Базоркин неплохо владел ингушским — он переводил, редактировал и корректировал произведения ингушских писателей.
Литературовед Х. М. Мартазанова описывала Базоркина как человека с многогранным художественным талантом, а его творчество, по её мнению, было тематически богато, многообразно по жанру и художественно совершенно. О. А. Мальсагов считал, что творческий интерес Базоркина был весьма широким: он автор маленьких новелл, рассказов, сказок, повестей, очерков, публицистических статей, киносценарий и пьес. Что касается тематики его творчества, Мальсагов считал её разнообразной, а в ней присутствует пламенный призыв к созданию нового социалистического мира и к непримиримой борьбе с пережитками прошлого.
Как отмечал О. А. Мальсагов, Базоркин, будучи тесно связанный с жизнью ингушского народа и систематически работая над языком, смог выработать свой почерк: он прошел путь от абстрактной романтики первых стихотворений и ранних прозаических произведений («Несчастье») к социалистическому реализму. Сквозь призму социалистической современности Базоркин видел героические подвиги ингушского народа, описывал все передовое и лучшее в жизни и упорно занимался разоблачением всего того, что мешало коммунистическому строительству.

### Первые произведения
Учась в Ингушском педагогическом техникуме, в 1927 году Базоркин впервые стал пробоваться в литературе — писать стихи, которые печатались в стенгазете или в рукописном журнале «Красные ростки», организованном В. К. Абрамовой и Т. Д. Бековым. Позже, стихи в «Красных ростках» были уничтожены Базоркиным. В своей рукописи он писал, что их он «вырвал и сжёг 23.X.1970 г., чтобы людям не попала дрянь».
В 1928 году на 2-м курсе техникума ученики изучали повесть «Шинель» русского писателя Н. В. Гоголя. Им было поручено учительницей русского языка и литературы В. К. Абрамовой написать о подобном случае. На эту тему Базоркин написал своё первый рассказ «Несчастье», являющийся его дебютным произведением. Абрамова высоко оценила произведение и по её рекомендации оно было издано в газете «Сердало» в том же году. По оценке О. А. Мальсагова, рассказ ярко описывал жизнь крестьянина-бедняка Вагапа и проникновенно описывал его душевные переживания в связи с меняющиеся окружающей средой, как-то радостной, тревожной или грозной. Благодаря рассказу, в 1930 году 20 летний Базоркин даже попал в Литературную энциклопедию.

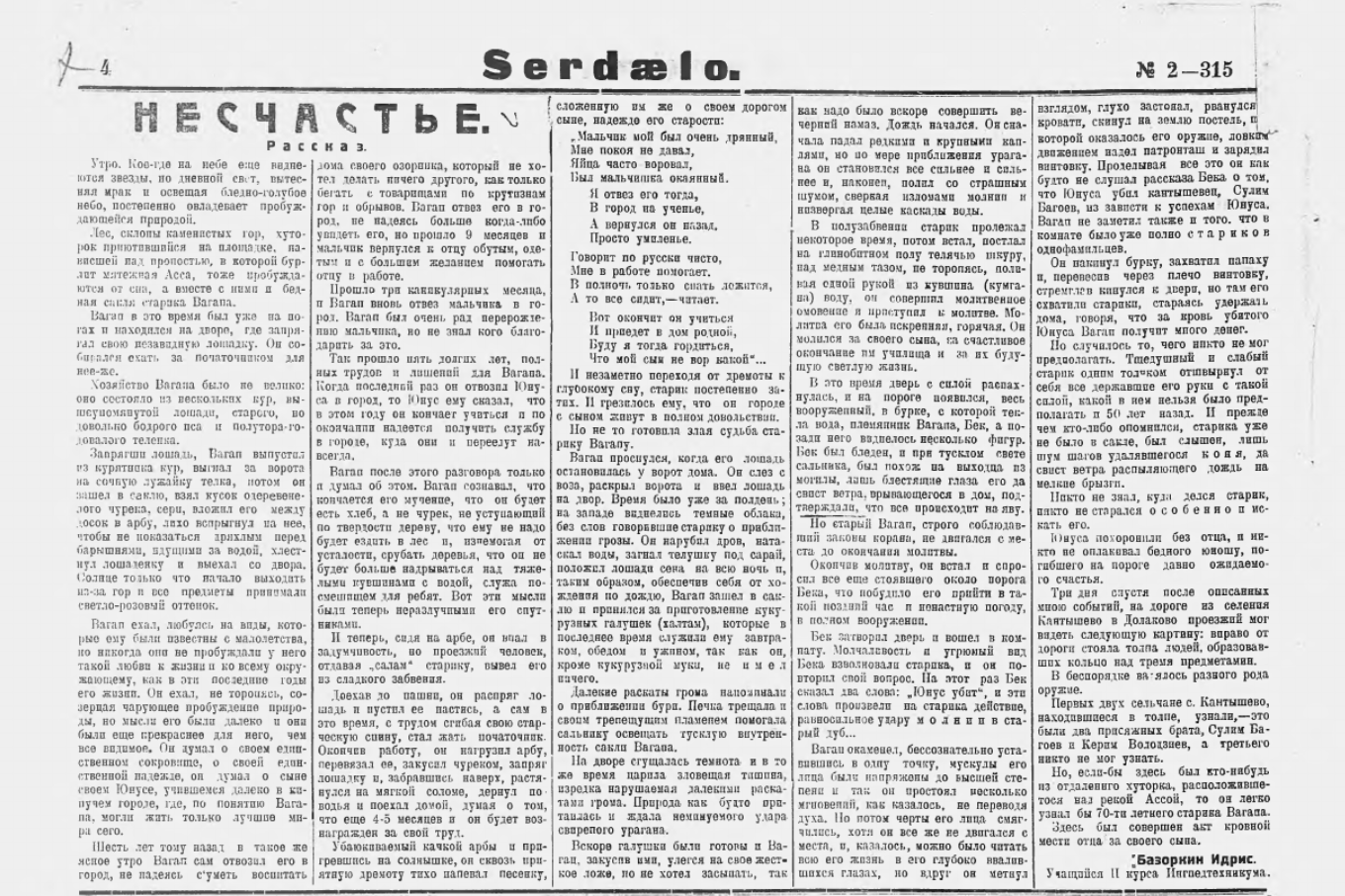
Рассказ «Несчастье» (1928) на литературной страничке газеты «Сердало»

В годы учёбы в Северо-Кавказском педагогическом институте во Владикавказе, выявлялось художественный и общественный талант Базоркина и его умение работать исследователем. В это время он писал рассказы, пьесы, стихи и статьи. Один из преподавателей института — профессор-лингвист М. Я. Немировский предложил студенту стать его учеником и наследником. Для этого Базоркину нужно было оставить мысли о будущей литературной деятельности и целиком посвятить себя языкознанию. Но будущий писатель отказался.
В 1934 году ингушским издательством «Сердало» («Свет») во Владикавказе (Орджоникидзе) был издан первый сборник стихов и рассказов Базоркина «Назманч» (с ингуш. «Певец»). В него вошли 12 стихотворений и 2 рассказа Базоркина, написанные в 1927—34 годах.
Сборник включал рассказ «Боаньг» (с ингуш. — «Ловушка», написан в 01.07.1932), который рассказывал о преподавательском методе в медресе. Писатель рассказывал о том, как дети, пришедшие с надеждой приблизиться к Богу, столкнулись с невежеством: ученики подвергаются наказанию от наставника без причины. Их заставляют заучивать тексты, не ознакомив с арабским алфавитом. Одновременно, совсем рядом открывались общеобразовательные школы, где дети имеют возможность обучаться всему, включая разные предметы, где их не наказывали, a наоборот, старались монтировать. Рассказ сводится к тому, что только обучаясь в подобной школе, можно обрести истинные знания. Сюжет рассказа «Боаньг» движется за счет переживания автора-рассказчика, который является одновременно о наблюдателем и участником происходящих событий.
Также вошёл в сборник и рассказ «Слушай, Назманч» (написан в 03.03.1933), в котором Ахмет рассказывает певцу (Базоркину) о своей жизни. Рассказ касался темы трагической любви. И. А. Дахкильгов отмечал, что в рассказе присутствовал излишний сентиментализм, который не свойствен ингушскому характеру. Позднее Базоркин исправил это и ученики педагогического института хорошо оценили рассказ и прозвали его «Рассказом Ахмета».

### От поэзии к драматургии
В 1934 году или 1935 году (после выхода сборника стихов «Поэты Чечено-Ингушетии» в Москве, куда были включены и стихи Базоркина), Базоркин, осознав, что его стихия — это эпическая форма, обратился к прозе, а в последующем — и к драматургии. В дальнейшем он писал стихи лишь для узкого круга читателей и не стремился их издать.
В 1937 году была издана первая пьеса Базоркина «На заре», являющиеся первой многоактной пьесой в ингушской литературе, написанная им в 1934—1935 годах, в которой рассказывается о борьбе ингушского народа за установление советской власти на Северном Кавказе в 1919 году. По мнению И. А. Дахкильгова, в пьесе совершенно и хорошо была показана борьба ингушского народа с армией генерала А. И. Деникина в 1919 году. По мнению Я. С. Патиева Базоркиным была профессионально раскрыта тема гражданской войны.
В 1937 году Базоркин зачитал текст пьесы коллективу Северо-Осетинского государственного театра. Она понравилась театру и осетинский драматург А. И. Токаев перевел ее на осетинский язык. В 1938 году она была поставлена в Северо-Осетинском государственном театре. Базоркин следил за репетиций спектакля, соглашался или поправлял режиссера или исполнителей. Здесь же он подружился с осетинским актерем В. Тхапсаевым. Пьеса имела значительный успех и ею заинтересовался Чечено-Ингушский государственный драматический театр, который договорился с Базоркиным о постановке пьесы. Она была поставлена несколько раз в государственном театре и районных самодеятельных театров. Пьеса была дважды издана Чечено-Ингушским книжным издательством отдельной книгой на ингушском и чеченском языках в 1940 году. В 1960 году она была поставлена Ингушским самодеятельным театром.
В августе 1938 года Базоркина написал драматическую пьесу, в дальнейшем ставшая классической — «Тамара». Главная тема пьесы — раскрепощение женщины-горянки, хотя события в пьесе не ограничивается ею, так как они развиваются на основе классовой борьбы в ингушском обществе тех годов. По мнению Я. С. Патиева, Базоркиным было мастерски показано семейно-бытовая драма.
Пьеса была впервые поставлена накануне Великой Отечественной войны 10 апреля 1941 года и с того времени продолжалась ставится профессиональными и самодеятельными театрами, даже в военные годы (в августе 1942 года), когда в литературе преобладала военная тематика и она была подчинена фронтовой необходимости. Этому, по мнению Я. С. Патиева, способствовала её актуальность, а также интерес ингушского народа к ней. После восстановления Чечено-Ингушской АССР, одной из первой пьесой поставленной Чечено-Ингушским театром была Тамара. В конце 1950-х годов Театр показывал пьесу и по районам республики. В 1964 году литературный критик Б. Х. Зязиков писал, что «за более чем тридцать лет основная идея пьесы и её содержание не потеряли своего значения». В 1977 из-за постановки пьесы Тамара Назрановский народный театр стала лауреатом Всесоюзного фестиваля самодеятельного художественного творчества трудящихся.

### Военные годы
О. А. Мальсагов значительное место в творчестве Базоркина выделял его очеркам и публицистическим статьях. В годы Великой Отечественной войны он активно выступал в печати против нацистских захватчиков со публицистическим статьями вроде «Не простим», «Лицо врага», «У открытой могилы» и «Гнев народа», которыми он вызывал у людей ненависть к нацистам.
В статье «Честь горца» писатель разоблачал пропаганду И. Геббельса о том, что нацисты воюют только с большевиками и русскими, и что они другие народы не тронут. В ответ на это Базоркин привёл примеры бомбардировки Лондона, захвата нацистами Франции, Польши, Греции, Чехословакии, Югославии, и мусульманской Албании. Он добавлял, что «гитлеровская армия — грабьармия, что их игра на психологии крестьян — восстановить их против рабочих, город против деревни, не удалось». «Кто из нас продаст честь горца, мужество отцов, кто выдаст на поругание врагу наших женщин?» «Пусть проклято будет молоко матери, вскормившей предателей!» «Не опозорим святого имени наших славных предков». «От стакана холодной воды бойцу до своей крови, до своей жизни — все отдадим Красной Армии!» Такими призывами очень часто Базоркин обращался к чеченскому и ингушскому народам.
В другой статье «Слово к чечено-ингушской интеллигенции» писатель давал оценки будущего положения дел, если бы нацисты выиграли бы войну. По его словам, была бы уничтожена вся чечено-ингушская интеллигенция и партизаны, сняты с могил шесты революционеров, пострадали бы семьи командиров Красной армии и не остался бы нетронутым ни один род. Он добавлял, что в противостоянии с «демагогической фашистской идеологии» надо вооружиться марксизмом-ленинизмом и наконец разоблачить паникёров. В борьбе с врагом, каждый должен сделать что-нибудь нужное для победы — так мыслил Базоркин.
По мнению О. А. Мальсагова, в очерках, написанных Базоркиным с передовых позиций действующей армии из Осетии и Кабарды, присутствует горячее патриотическое чувство к Родине, они вызывают ненависть к нацистским захватчикам, которые разгромили бы родные сёла, города, поля и памятники культуры, и творят насилие над женщинами и советским народом вообще. Литературовед также считал, что их содержание, стиль и язык указывают на убежденную и талантливую трибуну Базоркина, который также показал себя идейно вооруженном пропагандистом марксистско-ленинского толка, который, зная психологию, быт и нрав родного народа, вызывал в ней чувство ненависти и желания отомстить и уничтожить нацистов несмотря на что за смерть родных.
В октябре 1941 года Базоркин написал пьесу из трёх картин «Капитан Ибрагимов», которая рассказывала о героических подвигах одного из воинов-земляков. Писатель основывался на многочисленных примерах патриотических поступков простых советских людей, многие из которых в безысходные моменты предпочли смерть услужению врагу. А. У. Мальсагов считал, что главное в пьесе было то, что в самый тяжелый для СССР периода в ней предвещало о неизбежном переломе в ходе войны и о неизбежном приказе о контрнаступлении. Об этом тогда думал весь советский народ, из-за чего на премьере пьесы, состоявшейся 6 ноября 1941 года в Грозненском русском драматическом театре имени М. Ю. Лермонтова зрители встретили пьесу с большим воодушевлением услышав слова о контрнаступлении.
Благодаря идейной направленности и актуальности пьеса снискала большой общественный резонанс. А. У. Мальсагов сообщал в 1971 году, что она «до сего времени остаётся одним из самых значительных произведений чечено-ингушской литературы о Великой Отечественной войне». Что касается образа главного героя — капитана Ибрагимова, который имеет лучшие черты героев-патриотов чеченцев и ингушей — участников войны, Мальсагов оценивает его как один из лучших и значительных образов чечено-ингушской литературы тех лет.

### После депортации
В 1958 году Базоркин написал первую в ингушской литературе приключенческую повесть «Призыв». В её основу легли реальные события времен Гражданской войны в городе Владикавказе в начале 1918 года: горстка ингушей из расформированной «Дикой дивизии» в доме Симонова в центре Владикавказа охраняет военное имущество своего полка от наступающих сил белогвардейцев. Только прибывший на подмогу отряд героя гражданской войны Хизира Орцханова спас их от гибели в полузатопленном подвале. В повести также рассказывается о Хамиде Котиеве, как он 14-летним подростком вместе со старшими братьями Даудом и Ахметом ожесточенно сражался с врагами.
Во время работы во Фрунзенском театре оперы и балета Идрис наблюдал становление будущего известного хореографа Махмуда Эсамбаева. Биография Эсамбаева легла в основу очерка Базоркина «Труд и розы», который в свою очередь послужил основой сценария к фильму «Я буду танцевать!». Фильм был снят в 1963 году на студии «Азербайджанфильм», Махмуд Эсамбаев сыграл в нём роль самого себя; кроме него, в фильме сыграли известные артисты Владимир Тхапсаев, Лейла Абашидзе и др.
В 1960 году был издан двухтомное избранное собрание сочинений Идриса Базоркина на ингушском языке; в 1962 году был издан его однотомник на русском языке.

### Из тьмы веков
Magnum opus Базоркина является его роман-эпопея «Из тьмы веков» (1968), написанный им с 16 августа 1965 года по 10 февраля 1967 года в Джейрахе, горном селе в Ингушетии, близ которого происходит большая часть сюжета романа. Как отмечали литературоведы, основанный на богатом фольклорном, этнографическом, историческом и документальном материале о жизни ингушей во второй половине XIX — начале XX века, целью романа было описать важнейшие моменты национальной истории ингушей с точки зрения социальной борьбы и принципа историзма. Исследователь Л. Харсиева сравнивала значение произведения для ингушского народа по исторической значимости и философскому осмыслению действительности со значением романа Л. Н. Толстого «Война и мир» (1869) для русского народа. По мнению Я. С. Патиева, главная тема романа — оптимизм (вера в будущее), который, по его словам, для ингушского народа, не раз подвергавшегося депортации и переселению, является самым дорогим чувством, необходимым сегодня.
Литературоведы И. А. Дахкильгов и Х. М. Мартазанова считали, что роман стал не только главной книгой Базоркина при его жизни, но и главной книгой всей ингушской литературы, в которой проявился его талант в соединении исторического факта и художественного вымысла, написании широкого эпического взгляда на историю, личность и исследовании глубинных пластов человеческого характера. Хотя в ингушской литературе уже были романы, Базоркин, однако, придал этому жанру масштабный эпический характер с помощью «Из тьмы веков». Среди читателей возникло мнение, что роман является энциклопедией жизни ингушского народа во второй половине XIX века, но он отказался от такого определения.

## Признание и память
Базоркин при жизни был признан классиком ингушской литературы. Литературовед Ребекка Гульд считает его основателем современной ингушской литературы. При жизни Базоркин был удостоен ряда государственных наград и грамот, а также почётных званий, в числе которых:
- Почётная грамота президиума Верховного Совета Чечено-Ингушской АССР "За активную работу в области развития литературы в дни Великой Отечественной войны (30.06.1943)[80]
- Почётная грамота Советского комитета защиты мира (20.05.1960)[81]
- Почётная грамота президиума Верховного Совета Чечено-Ингушской АССР «За заслуги в создании высококачественного кинофильма „Я буду танцевать“» (18.01.1964)[82]
- Почётная грамота президиума Верховного Совета Кабардино-Балкарской АССР «За большие творческие успехи и активное участие в проведении дней литературы и искусства Чечено-Ингушской АССР в Кабардино-Балкарской АССР» (28.11.1968)[83]
- Медаль «В ознаменование 100-летия со дня рождения Владимира Ильича Ленина» (28.03.1970)[84]
- Почётный профессор Чечено-Ингушского государственного университета им. Л. Н. Толстова (1990)[85]
- Народный писатель Чечено-Ингушетии (11.09.1990)[86]
- Орден Дружбы народов (15.08.1991)[87] (Награда так и не была вручена Базоркину)[85]

В начале мая 1994 года Правительством Ингушетии был издан указ «Об увековечении памяти писателя Идриса Базоркина», согласно которому 31 мая в республике стало официальным днём памяти Базоркина. В 2000 или 2002 году он был посмертно удостоен высшей государственной наградой Республики Ингушетия — орденом «За заслуги». Именем Базоркина назван Ингушский государственный драматический театр Республики Ингушетия и проспект в Назрани, на котором 2 апреля 2018 года был установлен Николаем Дзукаевым бюст романа «Из тьмы веков». 27 июля на Аллее писателей всех народов, использующих кириллицу во Дворе кириллицы в городе Плиска Болгарии, был установлен Ибрагимом Полонкоевым бюст Базоркина. 13 сентября 2024 года на театроведческом факультете ГИТИСа была учреждена стипендия имени Базоркина.

### Комментарии
1. 1 2  До 1934/35 года
2. ↑  Р. М. Цурова утверждает, что Базоркин родился в Варшаве. Это, по его словам, в советские годы из биографии писателя вынуждено скрывали, ровно и то, что он сын царского офицера, эмигрировавшего за границу, и происходит из потомственных дворян Ставропольской губернии. Таким образом, заключает Цуров, во всех документах Базоркина записано, что он родился в родовом селении Базоркино[3].
3. ↑  О смерти своего отца И. М. Базоркин узнал лишь в 1969 году[6].
4. ↑  Родовое село И. М. Базоркина — Базоркино было сожжено и ограблено деникинцами[11][7], а находящегося во Владикавказе квартиру десятилетнего И. М. Базоркина ограбили вооружённые бичераховские отряды в 1920 году[7].
5. ↑  К примеру, советская цензура убрала целую главу монографии И. А. Дахкильгова «Ингушская литература (период развития до 40-х годов)» (1978) посвящённую Базоркину, так как любое упоминание его имени в печати было запрещено[39].
6. ↑  См. Аршаруни, 1930, стб. 497
7. ↑  Второе название пьесы — «1919», имея ввиду 1919 год, когда был разгар гражданской войны на Северном Кавказе[60].
8. ↑  Как отмечал в советские годы литературовед А. У. Мальсагов, она «явилась первой многоактной пьесой ингушского писателя, написанной об ингушах и поставленной профессиональным театром. К тому же это была не только первая героическая драма из жизни ингушского народа, но и первая пьеса чечено-ингушского драматурга, поставленная в переводе на языки братских народов СССР»[59].
9. ↑  Изначально пьеса называлась «Я верю», затем «Путь свободен», но в итоге писатель выбрал в качестве названия имя главной героини, «Тамара»[63].
10. ↑  в окончательной редакции — «Рождение ненависти»[67]

### На русском
- Абадиев Б. В. Театральное искусство // Ингуши / Отв.: ред. М. С.-Г. Албогачиева, А. М. Мартазанов, Л. Т. Соловьева; ИЭА РАН; ИнгГУ; Рец.: В. А. Дмитриев, С. И. Аккиева. — М.: «Наука», 2013. — С. 391—398. — 512 с. — (Народы и культуры). — ISBN 978-5-02-038042-4.
- Аршаруни А. Ингушская литература // Литературная энциклопедия : [в 11 т., 1929—1939]. — М. : Изд-во Ком. Акад., 1930. — Т. 4. — Стб. 496—407.
- Базоркин И. Назманч : стихи, рассказы / Вступ. ст.: О. Мальсагов. — Орджоникидзе : Изд-во «Сердало», 1934. — 105 с. — 3000 экз.
- Газдиев А. Военная косточка // «Сердало» : газ. — Назрань: «Сердало», 2020. — 3 сентября. Архивировано 18 мая 2022 года.
- Горчханова Т. Х. Жанр рассказа в ингушской литературе. Истоки. Становление : дис. на соиск. учёной степ. канд. филол. наук: 10. 01. 02 / Науч. рук.: В. А. Бигуаа. — М. : ИМЛИ РАН, 2016. — 211 с.
- Дахкильгов И. А., Мартазанова Х. М. Национальная литература // Ингуши / Отв. ред.: М. С.-Г. Албогачиева, А. М. Мартазанов, Л. Т. Соловьева; ИЭА РАН; ИнгГУ; Рец.: В. А. Дмитриев, С. И. Аккиева. — М.: «Наука», 2013. — С. 380—391. — 512 с. — (Народы и культуры). — ISBN 978-5-02-038042-4.
- Дешериев Ю. Д. Жизнь во мгле и борьбе: о трагедии репрессированных народов. — М.: Палея, 1995. — Т. 1. — 275 с. — 1000 экз.
- Дзарахова З. М.-Т. Грузинская театральная школа в истории развития ингушского профессионального театра (1934—1984) // Известия ИНИИГН  / Гл. ред.: Н. М. Барахоева. — Магас, 2018. — № 2. — С. 10—13.
- Долгиева М. Б., Картоев М. М., Кодзоев Н. Д., Матиев Т. Х. История Ингушетии / Отв. ред. Н. Д. Кодзоев. — 4-е изд. — Ростов н/Д.: Южный издательский дом, 2013. — 600 с. — ISBN 978-5-98864-056-1.
- Мальсагов А. У. Базоркин Идрис Муртузович // Писатели Советской Чечено-Ингушетии / А. У. Мальсагов, Х. В. Туркаев. — Грозный: ЧИКИ, 1969. — С. 27—33. — 150 с. — 2000 экз.
- Мальсагов А. У. В боевом строю. Литературно-критические очерки / Ред.: А. А. Зязиков. — Грозный: ЧИКИ, 1971. — 161 с. — 2000 экз.
- Мальсагов О. Творчество И. Базоркина // Избранное / Автор предисл. и прим.: А. Мальсагов. — Нальчик: «Эль-Фа», 1998. — С. 59—79. — 396 с. — ISBN 9785881952822.
- Мартазанова Х. М. Творчество И. М. Базоркина: Векторы развития // Мир науки, культуры, образования, журнал. — 2015. — Т. 6, № 55. — С. 315—317. — ISSN 1991-5497.
- Милых М. К. Профессор, доктор филологических наук М. Я. Немировский (1883—1965) // Ростовский государственный университет, 1915 — 1965 : Статьи, воспоминания, документы / Ред.: С. Е. Белозеров. — Ростов н/Д. : Изд-во РГУ, 1965. — С. 232—237. — 360 с. — 1000 экз.
- Некрич А. М. Наказанные народы. — Нью-Йорк: Хроника, 1978. — 170 с.
- Патиев Я. С. Всегда с народом // Собрание сочинений в шести томах: Из тьмы веков / Ред.: М. Мургустов. — Магас: «Сердало», 2001. — Т. 1. — С. 3—24. — (Библиотека ингушской литературы). — ISBN 5-94452-011-6.
- Патиев Я. С. Хроника истории ингушского народа с древнейших времен до наших дней. — Махачкала: «Лотос», 2007. — 384 с. — 2000 экз. — ISBN 978-5-91471-045-0.
- Патиев Я. Идрис Базоркин. Жизнь и творчество / Минкультуры РИ. — Ростов н/Д.: ООО «Южный издательский дом», 2010. — 220 с. — 1000 экз.
- Патиев Я. С. Писатели Ингушетии. Кн. 1 : [в 2 кн.] / Руководитель проекта: Р. А. Газдиева; НБРИ им. Дж. Х. Яндиева. — Ростов н/Д. : Южный издательский дом, 2015. — 200 с. — 1000 экз. — ISBN 978-5-98864-071-4.
- Патиев Я. Главная книга ингушской литературы // «Сердало»  / Гл. ред.: Я. Патиев. — 2016. — 6 августа (№ 117). — С. 2.
- Ужахова Р. К. Ранний период творчества Идриса Муртузовича Базоркина // Lingua-Universum  / ИнгГУ. — 2016. — № 6. — С. 20—26. — ISSN 1819-3110.
- Харсиева Л. Специфика ингушской культуры: эстетические и духовно-нравственные основы романа И. Базоркина «Из тьмы веков» / Ред.: Я. Патиев. — Ростов н/Д.: ООО «Южный издательский дом», 2010. — 164 с. — ISBN 978-5-98993-028-9.
- Цуров Р. М. Базоркины, время и судьбы. — Ростов н/Д.: ООО «Южный издательский дом», 2011. — 252 с. — 1000 экз.
- Шнирельман В. А. Быть аланами: интеллектуалы и политика на Северном Кавказе в XX веке / Ред. серии И. Калинин. — М.: НЛО, 2006. — 696 с. — 1500 экз. — ISBN 5-86793-406-3.
- Яндиева М. Д. БАЗО́РКИН ИДРИС МУРТУЗОВИЧ // Большая российская энциклопедия / Отв. ред. С. Л. Кравец. — М.: «Большая российская энциклопедия», 2005. — Т. 3: Банкетная кампания — Большой иприз. — ISBN 5-85270-331-1.
- Яндиева М. Д. Базоркин Идрис Муртузович // Литературы народов России : XX век : словарь / Отв. ред.: Н. С. Надъярных. — М.: «Наука», 2005. — С. 112—113. — 364 с. — 1130 экз. — ISBN 9785020102088.

### На ингушском
- Дахкильгов И. А. Гӏалгӏай говзаме литература :  [ингуш.] / Гл. ред.: Т. И. Машуков; Рец.: М. Матиев, А. Евлоева. — Нальчик : ГП КБР РПК, 2009. — 608 с. : ил. — 1000 экз. — ISBN 978-5-9996-0018-9.

### На английском
- Bazorkin Idris. Evening Prayers // The Russia Reader: Culture, History, Politics (англ.) / Translated by Gould Rebecca; Eds.: Grant Bruce, Barker Adele. — Durham, NC: Duke University Press, 2010. — P. 293—302. — doi:10.1215/9780822392583-047.
- Gould R. R. Finding Bazorkin: A Journey from Anthropology to Literature (англ.) // Anthropology and Humanism. — 2016. — P. 86—101. — doi:10.17613/a6s8-4h57.
- Gould R. R. Enchanting Literary Modernity: Idris Bazorkin's Postcolonial Soviet Pastoral (англ.) // Modern Language Review. — 2020. — April (vol. 115, iss. 2). — P. 403—426. — doi:10.17613/6kyr-9z59.

### На русском
- В Болгарии во «Дворе кириллицы» установили бюст ингушского писателя Идриса Базоркина // ТАСС. — 2018. — 28 июля.
- Газдиев А. В Ингушетии отмечают День памяти выдающегося писателя и гражданина Идриса Базоркина // «Сердало»  / Гл. ред.: Х. А. Курскиева. — 2023. — 31 мая.
- На театроведческом факультете ГИТИСа учреждена именная стипендия имени ингушского поэта Идриса Базоркина. ГИТИС (13 сентября 2024). Дата обращения: 15 сентября 2024.
- Харсиева Л. Памятник юбиляру: Роману Идриса Базоркина «Из тьмы веков» открыт памятник в городе Назрани // «Ингушетия»  / Гл. ред.: Р. Р. Хамхоев. — 2018. — 3 апреля.
- Харсиева Л. Мастер пера: К 110-летию великого ингушского писателя Идриса Базоркина // «Ингушетия»  / Гл. ред.: Р. Р. Хамхоев. — 2020. — 15 июня.

### На ингушском
- Дзейтанаькъан Ж. Кхоллама никъ (ингуш.). ГКУ Ингушский государственный музей краеведения им. Т. Мальсагова (14 июня 2019). Дата обращения: 4 июня 2021. Архивировано 4 июня 2021 года.